# Cannabinoid medicin
Cannabinoid medicin refererer til klinisk udviklede lægemidler, hvis grundlæggende komponent og virkestof er et cannabinoid for eksempel tetra-hydro-cannabinol (THC), cannabidiol (CBD) eller begge virkestoffer kombineret. De virksomme stoffer kan fremstilles syntetisk eller udvindes af planterne Cannabis sativa, Cannabis indica eller Cannabis ruderalis.
Cannabis har en lang historie som både lægemiddel og rusmiddel. De tidligste beviser for brug af cannabis som lægemiddel daterer tilbage til 2737 før vor tidsregning.
Selv om cannabis er ulovligt som rusmiddel i de fleste lande, er det er lovligt at få medicin med cannabis i Danmark, dog kun kun hvis det er ordineret på recept af en læge og medicinen udleveres på et apotek. Cannabis-baserede lægemidler kan være udvundet direkte af cannabis planten, eller være fremstillet syntetisk. I de lægemidler, som er baseret på en kombination af THC og CBD ophæves de negative skadevirkninger af ren THC, så kun de positive terapeutiske virkninger af cannabis får effekt.
THC er den mest potente komponent i cannabis og er ansvarlig for stort set alle cannabis’ effekter, både de positive og skadevirkningerne.
Cannabis, som sælges ulovligt på gaden, har ofte en uren blanding af cannabis og andre stoffer, der er forarbejdet under ukontrollerede forhold. Effekten og mængden kan derfor være skadelig og kan give bivirkninger. Indholdet af THC er ofte højt, og det giver den ruseffekt, som er kendetegnet ved rekreativt cannabisbrug.
En gennemgang af cannabis’ terapeutiske effekt fra 2002 viser, at cannabis og cannabinoider har effekt i behandlingen af kvalme, menstruationssmerter, ufrivilligt vægttab, søvnløshed og mangel på appetit.

## Forsøgsordning i Danmark
Regeringen (Venstre), Socialdemokratiet, Dansk Folkeparti, Liberal Alliance, Alternativet, Radikale Venstre og Socialistisk Folkeparti indgik 8. november 2016 en aftale om at etablere en forsøgsordning med medicinsk cannabis.
Lovforslag L 57 Forslag til lov om forsøgsordning med medicinsk cannabis blev vedtaget den 15. december 2017. og den trådte i kraft 1. januar 2018.
I den forbindelse ønskes der gennemført et eller flere forskningsprojekter, der kan øge den videnskabelige erfaring med medicinsk cannabis. Der er oprettet et klinisk Forum for Vidensbaseret Cannabinoid Forskning for forskere der ønsker at dele viden på området. Derudover arbejder NGOen Cannabis Danmark for at fremme udvikling, dyrkning og anvendelse af medicinsk cannabis i Danmark.

## Forskning
Forskning har også vist en positiv virkning mod kræft, epilepsi og diabetes.